# Monigote
Monigote är en kulle i Antarktis. Den ligger i Sydorkneyöarna. Argentina och Storbritannien gör anspråk på området.
Terrängen runt Monigote är platt. Trakten är obefolkad. Det finns inga samhällen i närheten. 